# 코브라 스타십
코브라 스타십(Cobra Starship)은 미국의 팝펑크/신디팝 밴드이다. 2005년 뉴욕주 뉴욕 시에서 록 밴드 미드타운에서 베이시스트와 리드 보컬을 하던 게이브 사포르타에 의해 결성되었으며, 보컬 게이브 사포르타, 베이스 알렉스 수아레즈, 기타 라일랜드 블랙인튼, 키보드 빅토리아 어셔, 드럼 네이트 노바로로 이루어져 있다

## 활동 내용
코브라 스타십은 2006년에 그들의 데뷔 앨범 While the City Sleeps, We Rule the Streets를 발매했다 그 중 Bring It (Snakes on a Plane)은 영화 《스네이크 온 어 플레인》 사운드트랙에 수록 되었다.
2007년 두 번째 앨범 Viva La Cobra가 발매되었다. 락 밴드 폴 아웃 보이의 멤버 패트릭 스텀프가 프로듀싱 했다.
2009년 코브라 스타십은 그들의 세 번째 앨범인 Hot Mess를 발매했다. 이 앨범은 빌보드 200에서 4위로 데뷔했다. 2009년 5월 11일에 이 앨범의 첫 싱글인 "Good Girls Go Bad"는 배우 Leighton Meester가 피처링했고 이는 빌보드 핫 100에서 10위에 올랐으며, 뉴질랜드 싱글차트에서 2위에 올랐다.

## 음반 목록
- While the City Sleeps, We Rule the Streets (2006년)
- Viva La Cobra (2007년)
- Hot Mess (2009년)